# Bahrain Ministry Of Interior Tennis Challenger 2025
Il Bahrain Ministry Of Interior Tennis Challenger 2025 è stato un torneo maschile di tennis professionistico. È stata la 4ª edizione del torneo, facente parte della categoria Challenger 125 nell'ambito dell'ATP Challenger Tour 2025, con un montepremi di 200 000 $. Si è giocato dal 10 al 16 febbraio 2025 sui campi in cemento del Public Security Officers Club di Manama, in Bahrain.

## Partecipanti

### Teste di serie
| Nazionalità | Giocatore             | Ranking* | Testa di serie |
| ----------- | --------------------- | -------- | -------------- |
| Ungheria    | Márton Fucsovics      | 96       | 1              |
|             | Pavel Kotov           | 103      | 2              |
| Paesi Bassi | Jesper de Jong        | 109      | 3              |
| Kazakistan  | Michail Kukuškin      | 112      | 4              |
| Giappone    | Yasutaka Uchiyama     | 146      | 5              |
| Georgia     | Nik'oloz Basilashvili | 147      | 6              |
| Croazia     | Duje Ajduković        | 158      | 7              |
| Francia     | Térence Atmane        | 160      | 8              |

* Ranking al 3 febbraio 2025.

### Altri partecipanti
I seguenti giocatori hanno ricevuto una wild card per il tabellone principale:
- Nicolai Budkov Kjær
- Benoît Paire
- Andrea Vavassori

I seguenti giocatori sono entrati in tabellone come alternate:
- Viktor Durasovic
- Charles Broom
- Sun Fajing

I seguenti giocatori sono passati dalle qualificazioni:
- Marat Sharipov
- Ilia Simakin
- Evgenij Karlovskij
- Dimitar Kuzmanov
- Petr Bar Biryukov
- Aleksandre Bakshi

## Punti e montepremi
| Torneo    | Torneo              | V      | F      | SF    | QF    | 2T    | 1T    | Q | Q2  | Q1  |
| Singolare | Punti               | 125    | 64     | 35    | 16    | 8     | 0     | 5 | 3   | 0   |
| Singolare | Premi in denaro ($) | 21 650 | 12 770 | 7 560 | 4 400 | 2 590 | 1 565 | – | 785 | 395 |
| Doppio    | Punti               | 125    | 64     | 35    | 16    | –     | 0     | – | –   | –   |
| Doppio    | Premi in denaro ($) | 9 350  | 5 440  | 3 250 | 1 930 | –     | 1,080 | – | –   | –   |

## Campioni

### Singolare
Márton Fucsovics ha sconfitto in finale  Andrea Vavassori con il punteggio di 6–3, 6(3)–7, 6–4.

### Doppio
Vitaliy Sachko /  Beibit Zhukayev hanno sconfitto in finale  Ivan Liutarevich /  Luca Sanchez con il punteggio di 6–4, 6–0.